# Myrmecocystus perimeces
Myrmecocystus perimeces är en myrart som beskrevs av Roy R. Snelling 1976. Myrmecocystus perimeces ingår i släktet Myrmecocystus och familjen myror. Inga underarter finns listade i Catalogue of Life.